# José Ramón López
José Ramón López (Ceuta, 22 de novembro de 1950) é um ex-canoísta espanhol especialista em provas de velocidade.

## Carreira
Foi vencedor da medalha de prata em K-4 1000 m em Montreal 1976, junto com os seus colegas de equipa Herminio Menéndez, José María Esteban e Luis Gregorio Ramos.